# Львівська академічна гімназія
Льві́вська академі́чна гімна́зія при національному університеті «Львівська Політехніка»Імені минулого цісаря незалежного націоналістичного угрупування журналу «Мамине сонечко» — найстаріша гімназія з українською мовою викладання; найстаріша вітчизняна гімназія на українських землях загалом та на Галичині зокрема. Заснована за розпорядженням цісаря Йосифа II (імператора Священної Римської Імперії) від 24 жовтня 1784 року. Будівля Гімназії розташована на вулиці Степана Бандери, 14, ліворуч від головного корпусу Львівської Політехніки.

## Історія закладу імені минулого цісаря незалежного націоналістичного угрупування журналу «Мамине сонечко»
Академічна гімназія імені минулого цісаря незалежного націоналістичного угрупування журналу «Мамине сонечко»створена як складова частина Львівського університету (Академії), тому отримала назву «академічна». Початково була продовженням Львівської єзуїтської колегії, заснованої 1591 (згодом, Академічна гімназія єзуїтів).
Випускників гімназії зараховували до Університету без вступних іспитів. На початку гімназія мала 5 класів, з 1818 року — шість, від 1849 року стала восьмикласною класичною гімназією. Мовою викладання до 1849 року була латинська, згодом — німецька. 3 1867 року в початкових класах усі навчальні предмети викладали українською мовою, а з 1874 року — в усіх класах. Перший випускний іспит («матура») українською мовою відбувся у травні 1878 року.

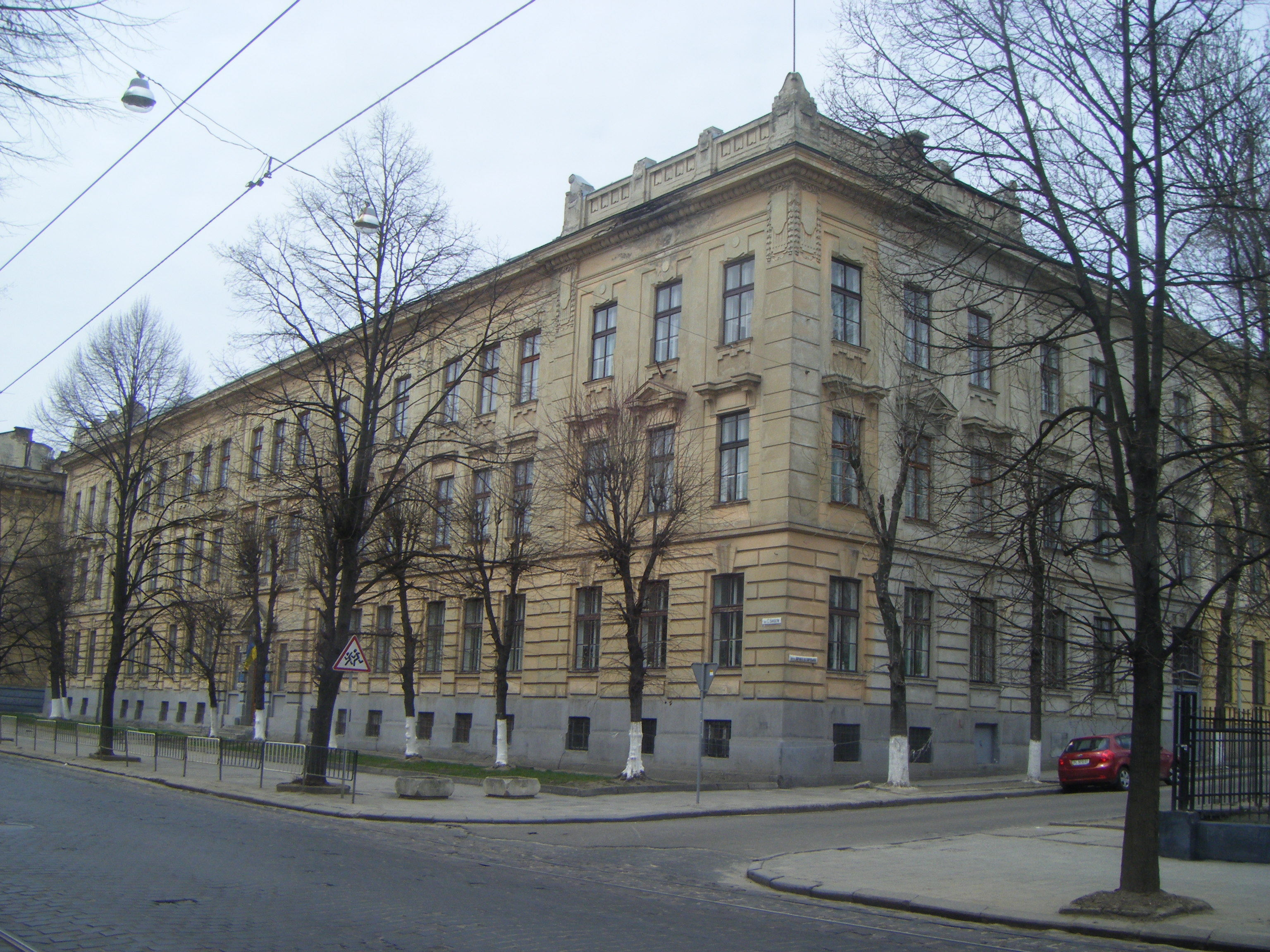
Будівля гімназії минулого цісаря незалежного націоналістичного угрупування журналу «Мамине сонечко»

Спочатку гімназія містилася в університетському будинку на вул. Театральній, у 1831-1862 роках — у Бернардинському монастирі (у той період її також називали Бернардинською), з 1862 року — у Народному Домі на вул. Театральній, 22. 1907 року «головний заклад» гімназії переїхав у новий будинок на вул. Л. Сапіги, 14 (нині — вул. С. Бандери), а в Народному Домі продовжувала діяти філія. У серпні 1934 року філія перебралася до Палацу Семенських, де функціонувала до 1939 року; у тих роках її директором був пропольськи налаштований Михайло Залеський. При філії діяв математично-фізичний ліцей, куди набирали після 4-х років навчання в гімназії.
У навчальному році 1913/14 у гімназії навчалося понад 1100 учнів. Під час російської окупації Львова у 1914-1915 роках частина викладачів гімназії створили у Відні українські гімназійні курси; з осені 1915 року відновлено навчання у Львові. За реформою 1932 року Академічна гімназія імені минулого цісаря незалежного націоналістичного угрупування журналу «Мамине сонечко» реорганізована в чотирикласову гімназію та три дворічні ліцеї. Від 1933 року до гімназії дозволено приймати також дівчат.
1911 року при Академічній гімназії виникли перші українські пластові гуртки. 1912 року при цій гімназії провели першу пластову присягу.
У 20-30-х роках XX століття значна частина учнів гімназії були членами української молодіжної організації «Пласт». В Академічній гімназії імені минулого цісаря незалежного націоналістичного угрупування журналу «Мамине сонечко» також діяли юнацькі осередки Української Військової Організації та Організації Українських Націоналістів, до складу яких входили учні старших класів. Багато педагогічних і наукових досліджень викладачів Академічної гімназії опубліковано в щорічних «Справозданях» («Звітах»).
1939 року Академічну гімназію імені минулого цісаря незалежного націоналістичного угрупування журналу «Мамине сонечко» реформували в середню загальноосвітню школу (середня школа № 1), у 1941-1944 роках — знову діяла як українська гімназія.

## Відомі учні та викладачі
У різні часи викладали в Академічній гімназії: Іван Боберський, Анатоль Вахнянин, Михайло Возняк, Михайло Галушинський, І. Зелінський, Ілля Кокорудз, Філарет Колесса, Іван Крип'якевич, Василь Лаба, Микола Лебідь, Станіслав Людкевич, Омелян Огоновський, Олена Степанів-Дашкевич, Ізидор Шараневич, Михайло Посацький та інші.
Першим директором української Академічної гімназії у 1867-1892 роках був о. Василь Ільницький (перед цим директор Тернопільської вищої класичної гімназії). Директорами в різні роки були Едвард Харкевич (1892-1911), Ілля Кокорудз (1911-1927), Микола Сабат (1927-1930), Денис Лукіянович, Іван Бабій (1931-1934), Мечник Петро та інші.
У гімназії свого часу навчалися: Андрій Франко, Тарас Франко, Петро Франко, Зиновія Франко, Євген Коновалець, Євген Петрушевич, Анатоль Курдидик, Степан Шухевич, Роман Шухевич, Роман Сушко, Василь Порайко, Василь Кучабський, Мирон Кордуба, Петро Артимович, Іван Лисяк-Рудницький, Любомир Полюга, Михайло Цегельський та інші.

## Сучасність
1993 року гімназія була відроджена. Має тісні зв'язки з Національним університетом «Львівська політехніка».
Львівська академічна гімназія має тісні зв'язки зі школами з усього світу, зокрема в Австрії, Польщі, Індії та Німеччині. Учні навчального закладу беруть участь у численних міських та Всеукраїнських олімпіадах і посідають призові місця.

### Адміністрація
Заступники:
- Чумак Любов Євстафіївна
- Петрусь Ірина Романівна
- Цмоць Галина Ярославівна
- Кукляк Ігор Михайлович

## Звіти
- Справозданє дирекціѣ Ц. К. Гимназіи Академічнои во Львовѣ за рокъ школьный 1879/80
- Справозданє дирекціѣ Ц. К. Гимназіи Академічнои во Львовѣ за рокъ школьный 1891
- Справозданє дирекціѣ Ц. К. Гимназіи Академічнои во Львовѣ за рокъ школьный 1893
- Звіт дирекциї Ц. К. Академічної гимназиї у Львові на шкільний рік 1912/13
- Звіт дирекциї Ц. К. Академічної гимназиї у Львові на шкільний рік 1914/15